# Alessio Sartori
Alessio Sartori (ur. 13 listopada 1976 w Terracina) – włoski wioślarz, trzykrotny medalista olimpijski, trzykrotny mistrz świata.

## Osiągnięcia
- Mistrzostwa Świata – Indianapolis 1994 – czwórka podwójna – 1. miejsce
- Mistrzostwa Świata – Tampere 1995 – czwórka podwójna – 1. miejsce
- Mistrzostwa Świata – Kolonia 1998 – dwójka podwójna – 3. miejsce
- Igrzyska Olimpijskie – Sydney 2000 – czwórka podwójna – 1. miejsce
- Mistrzostwa Świata – Lucerna 2001 – dwójka podwójna – 3. miejsce
- Mistrzostwa Świata – Mediolan 2003 – dwójka podwójna – 3. miejsce
- Igrzyska Olimpijskie – Ateny 2004 – dwójka podwójna – 3. miejsce
- Mistrzostwa Świata – Eton 2006 – ósemka – 2. miejsce
- Mistrzostwa Świata – Monachium 2007 – czwórka bez sternika – 2. miejsce[2].
- Igrzyska Olimpijskie – Pekin 2008 – czwórka bez sternika – 11. miejsce
- Mistrzostwa Europy – Brześć 2009 – czwórka podwójna – 7. miejsce[2].
- Mistrzostwa Europy – Montemor-o-Velho 2010 – czwórka podwójna – 6. miejsce[2].
- Igrzyska Olimpijskie – Londyn 2012 – dwójka podwójna – 2. miejsce